# USS Rochester (CA-124)
USS Rochester (CA-124) – amerykański ciężki krążownik typu Oregon City. Tego typu krążowniki były ulepszonymi wersjami krążowników typu Baltimore. Okręt został zwodowany w stoczni Fore River należącej do koncernu Bethlehem Steel Co. w Quincy w stanie Massachusetts. Matką chrzestną jednostki była żona prezesa firmy Bausch & Lomb Optical Co., pani M. Herbert Eisenhart. Pierwszym dowódcą został kapitan Harry Aloysius Guthrie.

## Służba
Od lutego do kwietnia 1947 roku okręt pływał u wybrzeży Kuby w celu zgrania załogi. Następnie udał się do Filadelfii skąd wypłynął w rejs szkoleniowy dla rezerwistów floty. Po odbyciu dziewięciu takich rejsów na Morzu Karaibskim w okresie od maja 1947 roku do stycznia 1948 roku, okręt powrócił do Filadelfii skąd 20 lutego 1948 roku wypłynął na Morze Śródziemne. 1 marca zawinął do Gibraltaru i został flagowym okrętem admirała Forresta Shermana, głównodowodzącego 6 Floty. Po odbyciu służby na Morzu Śródziemnym, admirał Sherman przeniósł swoją flagę na USS „Fargo” (CL-106) a „Rochester” popłynął do Filadelfii do której przybył 27 czerwca 1948 roku i ponownie wykonywał rejsy szkoleniowe wzdłuż wschodniego wybrzeża Stanów Zjednoczonych, odwiedzając Bermudy, Jamajkę i Nowy Brunszwik. Po ćwiczeniach artyleryjskich, które odbyły się na początku października 1948 roku okręt zacumował w stoczni marynarki wojennej w Bostonie na swoim pierwszym przeglądzie technicznym, podczas którego zdemontowano katapulty wodnosamolotów, przystosowując okręt do współpracy ze śmigłowcami. Następnie „Rochester” ponownie pływał wzdłuż wschodniego wybrzeża i po Morzu Karaibskim odbywając rejsy szkoleniowe. Na początku 1950 roku krążownik popłynął do Long Beach. W kwietniu 1950 „Rochester” opuścił kalifornijską bazę i popłynął do Pearl Harbour. Po dotarciu na Hawaje na pokład zaokrętował się admirał Arthur W. Radford, głównodowodzący Flotą Pacyfiku, z którym okręt odbył rejs po amerykańskich terytoriach powierniczych na obszarze Oceanu Spokojnego. Po wykonaniu zadania na krążowniku podniósł swoją flagę wiceadmirał A.D. Struble, głównodowodzący 7 floty i już jako okręt flagowy „Rochester” udał się na Morze Filipińskie. Po wybuchu wojny w Korei, krążownik skierował się na wody wokół półwyspu. 18 i 19 lipca 1950 roku okręt wspierał lądowanie pod Pohang Dong a 13 września desant pod Inczon. Do grudnia 1950 roku „Rochester'” operował wokół Korei jako pływająca baza śmigłowców pomagając przy rozminowywaniu portów w Changjon Koje, Wonsan, Hungnam i Songjin. Śmigłowce okrętowe brały udział w ratowaniu rozbitków z trałowców USS „Pirate” i USS „Pledge”. Okręt pełnił również funkcje stacji kontroli operacji powietrznych w rejonie Wonsan przed przybyciem sił desantowych. 10 stycznia 1951 roku krążownik wypłynął z bazy w Sasebo do Long Beach, gdzie dotarł 30 stycznia. Dziesięć dni później rozpoczął się kolejny przegląd okrętu w stoczni Marynarki Wojennej Stanów Zjednoczonych Mare Island Naval Shipyard w Vallejo. Remont trwał do maja. Następnie okręt wykorzystywany był do szkolenia reaktywowanych załóg US Navy. W sierpniu 1951 roku poprzez Hawaje i Japonię „Rochester” powrócił do Korei. 28 listopada ostrzelał Kosong wspierając ogniem dział 203 mm oddziały lądowe. W następnych miesiącach wykonywał podobne zadania ostrzeliwania celów lądowych, biorąc udział w wyławianiu z wody zestrzelonych załóg samolotów. Na początku kwietnia 1952 roku „Rochester” był przez tydzień flagowym okrętem jednostek blokujących zachodnie wybrzeże Korei. Pod koniec kwietnia okręt popłynął z powrotem do Long Beach gdzie pozostawał do listopada 1952 roku. 7 grudnia powrócił na swoją trzecią i ostatnia turę bojową u wybrzeży Korei, gdzie pływał w ramach Task Group 77.1. 6 kwietnia 1953 roku „Rochester” powrócił do Long Beach. Po powrocie na zachodnie wybrzeże krążownik odbył sześć tur operacyjnych w ramach 7 floty (ostatnia w okresie od kwietnia do października 1960 roku). 15 sierpnia „Rochester” został przeniesiony do rezerwy a 1 października 1973 roku skreślony z listy floty i sprzedany na złom.

## Odznaczenia
Za swoją służbę w Korei krążownik otrzymał sześć odznaczeń battle star.